# Stella Maeve
Stella Maeve Johnston (* 14. November 1989 in Nyack, New York) ist eine US-amerikanische Film- und Fernsehschauspielerin.

## Karriere
Sie ist am besten für ihre Rolle als Emma Boardman in Gossip Girl, in der sie 2009 in der zweiten Staffel eine Gastrolle hatte, und für ihre Rollen in den Filmen Harold (2008) and The Beautiful Ordinary (2007) bekannt. 2010 spielt sie in The Runaways (ein Film über die gleichnamige Rock-’n’-Roll-Band), neben Kristen Stewart und Dakota Fanning, die Rolle der Sandy West. Von 2014 bis 2015 war sie in einer wiederkehrenden Rolle in der Serie Chicago P.D. als Nadia Decotis zu sehen. Seit 2015 übernahm sie eine tragende Rolle in der Serie The Magicians.

## Filmografie

### Filme
- 2005: Liminality
- 2005: Transamerica
- 2006: Euthanasia
- 2007: The Beautiful Ordinary
- 2008: Harold
- 2009: See Kate Run
- 2009: Gesetz der Straße – Brooklyn’s Finest (Brooklyn’s Finest)
- 2009: Asylum Seekers
- 2010: The Runaways
- 2012: Recreator – Du wirst repliziert (Cloned: The Recreator Chronicles)
- 2012: Starlet
- 2013: All Together Now
- 2013: Company Town
- 2014: Buttwhistle
- 2014: The Park Bench
- 2015: Dark Summer
- 2015: Flipped
- 2017: Highway 10 nach San Bernandino (Take the 10)
- 2017: Long Nights Short Mornings

### Serien
- 2005: Criminal Intent – Verbrechen im Visier (Law & Order: Criminal Intent, 2 Folgen)
- 2005: Law & Order (Folge Acid)
- 2006, 2015, 2016: Law & Order: Special Victims Unit (3 Folgen)
- 2007: The Bronx Is Burning (Folge The Straw)
- 2008–2009: Gossip Girl (2 Folgen)
- 2009: CSI: Den Tätern auf der Spur (CSI: Crime Scene Investigation, Folge Ghost Town)
- 2010: Bones – Die Knochenjägerin (Bones,The Twisted Bones in the Melted Truck)
- 2010–2011: Dr. House (House, M.D., 2 Folgen)
- 2012: Grey’s Anatomy (Folge Ohne Vorwarnung)
- 2013: Golden Boy (13 Folgen)
- 2014: Rizzoli & Isles (Folge Just Push Play)
- 2014–2015: Chicago P.D. (19 Folgen)
- 2015–2020: The Magicians (65 Folgen)
- 2019: God Friended Me (Folge Scenes from an Italian Restaurant)
- 2020: Bite Size Halloween (Folge Old Maid)
- 2022–2023: Mayans M.C. (12 Folgen)